# Eleição legislativa da França em 2007
As duas voltas das eleições legislativas francesas de 2007 realizaram-se em 10 e 17 de junho de 2007, com o propósito de eleger os 577 membros da Assembleia Nacional, formando assim a 13ª legislatura da mesma. Nestas eleições disputaram 7.639 candidatos de diferentes regiões, incluindo até mesmo os departamentos de ultramar. No primeiro turno, a União por um Movimento Popular (UMP) - o partido do governo - projetou uma grande vantagem sobre os Socialistas, de François Hollande, e os Centristas, de Hervé Morin. Ocorreu semanas após as eleições presidenciais, das quais saiu vitorioso Nicolas Sarkozy, provendo ao presidente recém-eleito mais aliados no Parlamento.

## Resultados
| Partidos e Coligações                                      | Partidos e Coligações | Partidos e Coligações | Primeiro Turno | Primeiro Turno | Primeiro Turno | Segunda Turno | Segunda Turno | Assentos |
| Partidos e Coligações                                      | Partidos e Coligações | Partidos e Coligações | Votos          | %              | Assentos       | Votos         | %             | Assentos |
| ---------------------------------------------------------- | --- | --------------------- | -------------- | -------------- | -------------- | ------------- | ------------- | -------- |
|                                                            | União por um Movimento Popular (União por um Movimento Popular)                                                                                   | UMP                   | 10.289.737     | 39,54          | 98             | 9.460.710     | 46,36         | 313      |
|                                                            | Novo Centro (Nouveau centre) | NC                    | 616.440        | 2,37           | 8              | 433.057       | 2,12          | 22       |
|                                                            | Outros partidos de direita (Divers droite) | DVD                   | 641.842        | 2,47           | 2              | 238.588       | 1,17          | 9        |
|                                                            | Movimento pela França (Mouvement pour la France)                                                                                                  | MPF                   | 312.581        | 1,20           | 1              | -             | -             | 1        |
| Total "Maioria Presidencial" (Direita)                     | Total "Maioria Presidencial" (Direita) |                       | 11.860.600     | 45.58          | 109            | 10.132.355    | 49.65         | 345      |
|                                                            | Partido Socialista (Parti socialiste) | PS                    | 6.436.520      | 24,73          | 1              | 8.624.861     | 42,27         | 186      |
|                                                            | Partido Comunista Francês (Parti communiste français)                                                                                             | PCF                   | 1.115.663      | 4,29           | 0              | 464.739       | 2,28          | 15       |
|                                                            | Outros partidos de esquerda (Divers gauche) | DVG                   | 513.407        | 1,97           | 0              | 503.556       | 2,47          | 15       |
|                                                            | Partido Radical de Esquerda (Parti radical de gauche)                                                                                             | PRG                   | 343.565        | 1,32           | 0              | 333.194       | 1,63          | 7        |
|                                                            | Verdes | VEC                   | 845.977        | 3,25           | 0              | 90.975        | 0,45          | 4        |
| Total "Esquerda Unida"                                     | Total "Esquerda Unida" |                       | 9.255.132      | 35,56          | 1              | 10.017.325    | 49,10         | 227      |
|                                                            | Movimento Democrático (Mouvement démocrate) | MoDem                 | 1.981.107      | 7,61           | 0              | 100.115       | 0,49          | 3        |
|                                                            | Regionalistas e separatistas | REG                   | 133.473        | 0,51           | 0              | 106.484       | 0,52          | 1        |
|                                                            | Outros | DIV                   | 267.760        | 1,03           | 0              | 33.068        | 0,16          | 1        |
|                                                            | Frente Nacional (Front national) | FN                    | 1.116.136      | 4,29           | 0              | 17.107        | 0,08          | 0        |
|                                                            | Outros partidos de extrema esquerda incluindo o Liga Comunista Revolucionária (Ligue communiste révolutionnaire) e Luta Operária (Lutte ouvrière) | EXG                   | 888.250        | 3,41           | 0              | -             | -             | 0        |
|                                                            | Caça, Pesca, Natureza, Tradição (Chasse. pêche. nature. traditions)                                                                               | CPNT                  | 213.427        | 0,82           | 0              | -             | -             | 0        |
|                                                            | Outros Ecologistas | ECO                   | 208.456        | 0,80           | 0              | -             | -             | 0        |
|                                                            | Outros partidos de extrema direita incluido o Movimento Nacional Republicano (Mouvement national républicain)                                     | EXD                   | 102.124        | 0,39           | 0              | -             | -             | 0        |
|                                                            | Total |                       | 26.026.465     | 100,00         | 110            | 20.406.454    | 100,00        | 577      |
| Abstenção: 39.58% (primeiro turno), 40.02% (segundo turno) | |                       |                |                |                |               |               |          |